# Thomas Matthews Rooke

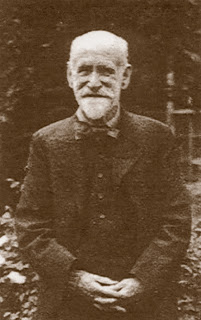
Thomas Matthews Rooke

Thomas Matthews Rooke (* 1842 in London; † 27. Juli 1942 in ebenda) war ein britischer Maler, Aquarellist und Illustrator. Er ist bekannt für seine Arbeiten im Umfeld der Präraffaeliten, seine Zusammenarbeit mit Edward Burne-Jones und seine Architekturzeichnungen für John Ruskin.

## Leben
Thomas Matthews Rooke wurde 1842 in Marylebone, London, als Sohn eines Amateurkünstlers geboren. Seine künstlerische Ausbildung erhielt er an der South Kensington School of Design und an den Royal Academy Schools. 1869 begann er für Morris & Co. zu arbeiten und wurde als Assistent in das Atelier von Edward Burne-Jones geschickt, wo er bis zu dessen Tod 1898 arbeitete. 1878 empfahl ihn Burne-Jones John Ruskin, der Künstler für die Dokumentation gefährdeter Gebäude suchte. Bis 1893 verbrachte Rooke einen Großteil seiner Zeit damit, Aquarelle für Ruskins Projekte anzufertigen, insbesondere für die Guild of St George. Diese Arbeiten befinden sich heute im Ruskin Museum in Sheffield. Rooke war 1884 auch Gründungsmitglied der Art Workers’ Guild und lebte bis zu seinem Tod im Alter von 99 Jahren in Bedford Park, einem Vorort von London.

## Werk

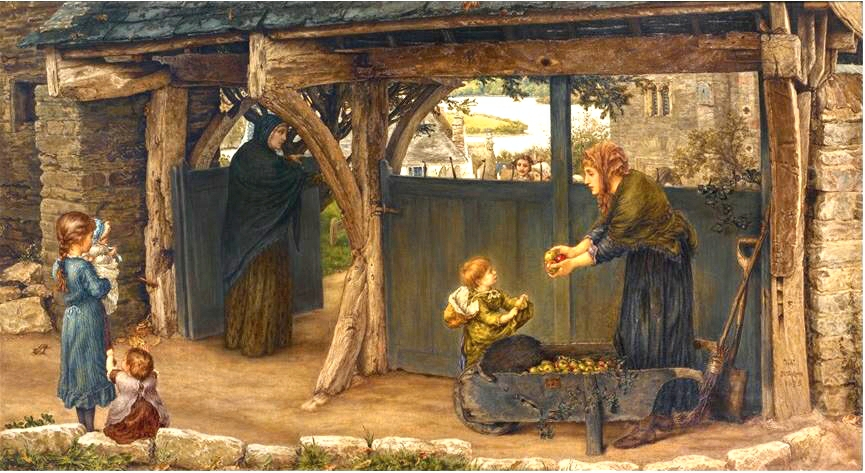
Thomas Matthews Rooke: The Lychgate, 1873

Thomas Matthews Rookes Werk umfasst sowohl religiöse und allegorische Ölgemälde als auch detaillierte Aquarelle von Architektur und Landschaften. Sein Gemälde The Story of Ruth wurde 1877 für das Chantrey Bequest erworben und befindet sich heute in der Tate Gallery. Für John Ruskin schuf er zahlreiche Aquarelle italienischer und französischer Bauwerke, darunter die Kathedralen von Chartres und Auxerre. Diese Werke zeichnen sich durch ihre präzise Darstellung und ihren dokumentarischen Wert aus. Rooke stellte regelmäßig in der Royal Academy und der Grosvenor Gallery aus und war Mitglied der Royal Watercolour Society. Seine Werke sind heute in verschiedenen Museen und Sammlungen vertreten, darunter das Birmingham Museum and Art Gallery und die Sheffield Museums.